# Maggie Grace
Margaret Grace Denig (n. 21 septembrie 1983), cunoscută profesional ca Maggie Grace, este o actriță americană. Este cunoscută mai ales pentru rolul lui Kim din filmele Taken (2008), Taken 2 (2012) și Taken 3 (2015). În 2004, ea a jucat în serialul de televiziune Lost, portretizând-o pe Shannon Rutherford, unul din rolurile principale din primele două sezoane. Pentru acest rol ea câștigat premiul Screen Actors Guild Award, împărțit cu distribuția de ansamblu.

## Filmografie
| An   | Titlu                                     | Rol                | Note             |
| ---- | ----------------------------------------- | ------------------ | ---------------- |
| 2001 | Rachel's Room                             | Rachel Reed        |                  |
| 2002 | Shop Club                                 |                    |                  |
| 2002 | Murder in Greenwich                       | Martha Moxley      | Film televiziune |
| 2003 | Twelve Mile Road                          | Dulcie Landis      | Film televiziune |
| 2004 | Creature Unknown                          | Amanda             |                  |
| 2005 | The Fog                                   | Elizabeth Williams |                  |
| 2007 | Suburban Girl                             | Chloe              |                  |
| 2007 | The Jane Austen Book Club                 | Allegra            |                  |
| 2008 | Taken                                     | Kim Mills          |                  |
| 2009 | Malice in Wonderland                      | Alice              |                  |
| 2010 | Flying Lessons                            | Sophie Conway      |                  |
| 2010 | Knight and Day                            | April Havens       |                  |
| 2010 | The Experiment                            | Bay                |                  |
| 2010 | Faster                                    | Lily               |                  |
| 2011 | The Twilight Saga: Breaking Dawn - Part 1 | Irina              |                  |
| 2012 | Lockout                                   | Emilie Warnock     |                  |
| 2012 | The Twilight Saga: Breaking Dawn - Part 2 | Irina              |                  |
| 2012 | Taken 2                                   | Kim Mills          |                  |
| 2012 | Decoding Annie Parker                     | Sarah              |                  |
| 2014 | About Alex                                | Siri               |                  |
| 2015 | Taken 3                                   | Kim Mills          |                  |
| 2015 | We'll Never Have Paris                    | Kelsey             |                  |
| 2015 | Unity                                     | Narator            | Documentar       |
| 2016 | The Choice                                | Stephanie Parker   | Completat        |

| An        | Titlu                             | Rol                | Note                          |
| --------- | --------------------------------- | ------------------ | ----------------------------- |
| 2002      | Septuplets                        | Hope Wilde         | Serial TV                     |
| 2003      | CSI: Miami                        | Amy Gorman         | Episodul: "Spring Break"      |
| 2003      | The Lyon's Den                    | Haley Dugan        | Episodul: "Beach House"       |
| 2003      | Miracles                          | Hannah Cottrell    | Episodul: "Mother's Daughter" |
| 2004      | Cold Case                         | Renee              | Episodul: "Volunteers"        |
| 2004      | Oliver Beene                      | Elke               | 8 episoade                    |
| 2004      | Like Family                       | Mary               | Episodul: "My Two Moms"       |
| 2004      | Law & Order: Special Victims Unit | Jessie Dawning     | Episodul: "Obscene"           |
| 2004–2010 | Lost                              | Shannon Rutherford | 32 episoade                   |
| 2013      | Californication                   | Faith              | 10 episoade                   |
| 2013      | The Following                     | Sarah Fuller       | Episodul: "Pilot"             |
| 2013      | When Calls the Heart              | Aunt Elizabeth     |                               |